# 北港溪 (新北市)
北港溪，位於台灣北部，屬於淡水河水系，為基隆河的支流，流域分佈於新北市汐止区東北部，發源於車坪寮山一帶，向東南流經柯子林、烘內，轉南流經川口（北港口），於高速公路汐止系統交流道東北側注入基隆河。

## 北港溪主要支流
- 北港溪
  - 新山溪